# ラビリンス (南極)
ラビリンスとは南極大陸ビクトリアランドのライト谷西部（南緯77度33分 東経160度48分 / 南緯77.550度 東経160.800度座標: 南緯77度33分 東経160度48分 / 南緯77.550度 東経160.800度）にある高地で、深い浸食による特徴的地形を持つ。
ビクトリア大学ウェリントンが行った南極探検（1958 – 1959年）の際、浸食された粗粒玄武岩（ドレライト）地形が迷宮（labyrinth）のように見えたことから命名された。